# Perumbanatruppadai
| Sangam-Literatur |
| --- |
| Ettuttogai („acht Anthologien“) |
| - Natrinai - Kurundogai - Aingurunuru - Paditruppattu - Paripadal - Kalittogai - Agananuru - Purananuru                                                                             |
| Pattuppattu („zehn Gesänge“) |
| - Tirumurugatruppadai - Porunaratruppadai - Sirupanatruppadai - Perumbanatruppadai - Mullaippattu - Maduraikkanchi - Nedunalvadai - Kurinchippattu - Pattinappalai - Malaipadukadam |

Das Perumbanatruppadai (பெரும்பாணாற்றுப்படை Perumpāṇāṟṟuppaṭai [ˈpeɾɯmbaːɳaːtːrɯpːaɖɛi̯] „Wegweisung für den Barden mit der großen Laute“ oder „große Wegweisung für den Barden mit der Laute“) ist ein Werk der alttamilischen Sangam-Literatur. Es handelt sich um ein längeres Einzelgedicht aus dem Genre der Heldendichtung (puram). Innerhalb der Sangam-Literatur gehört es zur Gruppe der „zehn Gesänge“ (Pattuppattu).
Das Perumbanatruppadai hat eine Länge von 500 Zeilen und ist im Agaval-Versmaß verfasst. Es wird dem Autor Uruttirangannanar zugeschrieben, der auch das Pattinappalai verfasst haben soll. Von den zwei Genres der Sangam-Literatur, Liebes- und Heldendichtung, gehört das Perumbanatruppadai zum Genre der Heldendichtung (puram). Dabei vertritt es das Subgenre des „Wegweisungs-Gedichts“ (atruppadai), in dem ein Barde einem anderen Barden den Weg zu einem Gönner weist und diesen dabei preist. Der im Perumbanatruppadai besungene Patron ist der Fürst Tondaiman Ilandiraiyan, der in Kanchipuram herrschte. Der Dichter beschreibt in dem Werk ausführlich das Land des Herrschers. Dabei folgt er der aus der alttamilischen Liebesdichtung bekannten Konvention der „fünf Landschaften“ (tinai) und beschreibt das Leben der Räuber in der Wüste, der Jäger im Bergland, der Hirten im Weideland, der Bauern im Ackerland und der Fischer an der Küste.
Die Datierung der Sangam-Literatur ist höchst unsicher. Anhand sprachlicher und stilistischer Kriterien wird für das Perumbanatruppadai aber ein Entstehungszeitraum im 4. Jahrhundert vorgeschlagen.